# Józef Stojanowski
Józef Stojanowski (ur. 19 lipca 1884 w Folwarkach, w pow. złoczowskim, zm. 17 maja 1964 w Warszawie) – dr historyk, nauczyciel, archiwista.

## Edukacja
Syn Jana i Marii z Masruynów. Szkołę powszechną i gimnazjum ukończył w Złoczowie w 1908. Studiował na Wydziale Filozoficznym Uniwersytetu Lwowskiego uzyskując w 1916 stopień doktora filozofii na podstawie pracy Kuria Papieska a Polska za Kazimierza Wielkiego. W 1956 Centralna Komisja Kwalifikacyjna dla pracowników naukowych nadała mu tytuł docenta. Już w okresie studiów zetknął się z pracami archiwalnymi porządkując w latach 1910–1914 jako dietariusz (urzędnik niebędący na etacie, pobierający wynagrodzenie dzienne) „metrykę franciszkańską” w Archiwum Krajowym Akt Grodzkich i Ziemskich we Lwowie. Służbę wojskową w armii austriackiej odsłużył w czasie I wojny światowej, a następnie w Wojsku Polskim.

## Kariera zawodowa

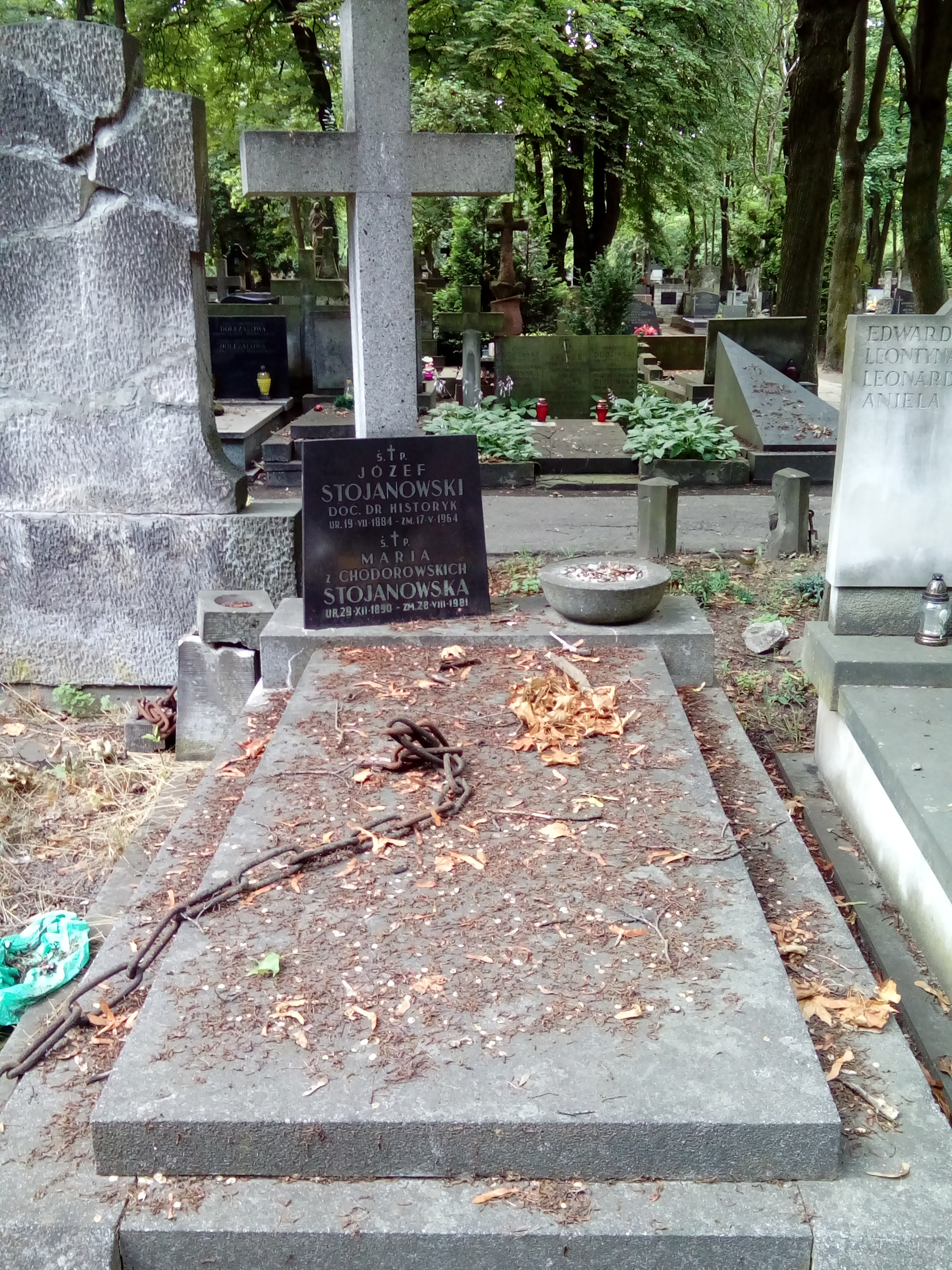
Grób Józefa Stojanowskiego na cmentarzu Stare Powązki

W latach 1912–1919 był nauczycielem historii w gimnazjach lwowskich, z czego w tym zawodzie przepracował pełne 3 lata. W kwietniu 1919 został przyjęty do pracy w państwowej służbie archiwalnej w Warszawie. Początkowo w Archiwum Głównym Akt Dawnych, następnie w Wydziale Archiwów Państwowych Ministerstwa Wyznań Religijnych i Oświecenia Publicznego w Warszawie, w którym powierzono mu referat rewindykacji, równocześnie wyznaczając go na kierownika Archiwum Wojskowego w Warszawie, które w tym czasie wchodziło w skład Wydziału Archiwów Państwowych. Dopiero od 1924 Archiwum Wojskowe stanowiło samodzielną instytucję. Stojanowski był dyrektorem Archiwum Wojskowego do lipca 1944, a następnie w latach 1949–1950 Archiwum Akt Nowych. Zimą 1944/1945 brał udział w ewakuacji zasobów archiwalnych i bibliotecznych do Częstochowy. Opiekował się nimi aż do lipca 1945, kierując jednocześnie od 16 kwietnia 1945 Archiwum Państwowym w Piotrkowie Trybunalskim. Od listopada 1945 do października 1946 jako pełnomocnik Ministra Oświaty do spraw archiwalnych na Dolnym Śląsku, pracował nad zabezpieczeniem i gromadzeniem we Wrocławiu akt rozproszonych w czasie II wojny światowej po terenie Dolnego Śląska. We Wrocławiu zorganizował Archiwum Państwowe. Od 1952 do 1958 był kierownikiem Archiwum Głównego Urzędu Statystycznego.
Dorobek naukowo–archiwalny Stojanowskiego liczy kilkanaście pozycji drukowanych. Wśród prac i artykułów można wyodrębnić trzy grupy zagadnień. Pierwsza dotyczy rozważań nad zasobem staropolskim, drugą grupę publikacji stanowią artykuły związane z pracą w Archiwum Akt Nowych w Warszawie, a trzecia dotyczy spraw rewindykacji i wymiany archiwaliów.
Jan Stojanowski był członkiem i działaczem towarzystw naukowych:
- Komisji Historycznej Polskiej Akademii Umiejętności,
- Komisji Historycznej Towarzystw Naukowych Warszawskich,
- Polskiego Towarzystwa Historycznego,
- Towarzystwa Miłośników Historii,
- Stowarzyszenia Bibliotekarzy i Archiwistów Polskich.

W 1915 ożenił się z Marią z Chodorowskich (1890–1981), historykiem sztuki. Zmarł w Warszawie 17 maja 1964 i został pochowany na cmentarzu Powązkowskim (kwatera 105-5-3).

## Ordery i odznaczenia
- Krzyż Kawalerski Orderu Odrodzenia Polski (11 listopada 1936)[2]
- Złoty Krzyż Zasługi (19 sierpnia 1946)[3]
- Medal 10-lecia Polski Ludowej (12 stycznia 1955)[4]